# De Vijf in een kampeerwagen
De Vijf in een kampeerwagen is het vijfde deel uit de De Vijf-boekenreeks. Het boek werd in 1946 geschreven door Enid Blyton onder de titel Five Go Off in a Caravan.
Het boek werd voor Nederland bewerkt door D.L. Uyt den Boogaard en uitgegeven door H.J.W. Becht, met illustraties van Jean Sidobre. Begin 2000 werd het boek opnieuw uitgegeven in een vertaling van J.H. Gever en voorzien van illustraties door Julius Ros.

## Verhaal
De kinderen mogen zelf beslissen waar ze met vakantie gaan. Als er een circus langstrekt, ontmoeten ze de jongen Nobby. Ze besluiten een kampeerwagen te huren om mee rond te trekken. Ze gaan dan achter het circus aan. Bij het circus werken Tijger Dan en Lou die erg vijandig tegen hen doen. De Vijf trekken met de wagen de bergen in, maar ook daar zijn ze niet veilig voor het gevaarlijke tweetal. maar het lukt ze om te ontsnappen